# Объединённое народное демократическое движение
Объединённое народное демократическое движение (англ. People's United Democratic Movement, PUDEMO) — крупнейшая оппозиционная политическая партия в Эсватини (ранее Свазиленд). Придерживается социалистических идей и ратует за демократизацию страны. Основано в 1983 году в Университете Эсватини. Молодёжное крыло PUDEMO — Свазилендский молодёжный конгресс (SWAYOCO).

## Деятельность
Движение периодически выступает организатором кампаний гражданского неповиновения и забастовок против автократической королевской власти (в 1988, 1990, 1991, 1996, 2002 годах и далее). С ним также связано подпольное военизированное крыло — Народно-освободительная армия Умбане.
Несмотря на нелегальное положение (в стране запрещены все партии), Объединённое народное демократическое движение наряду с другой левой силой — Национальным конгрессом освобождения Нгване — оказывают посильное влияние на политический процесс. В 2004 году они вместе с Федерацией профсоюзов Свазиленда (одной из предшественниц Конгресса профсоюзов Эсватини) опротестовали в Верховном суде проект конституции короля Мсвати III, однако в марте 2005 года суд вынес решение о продолжении действия запрета политических партий, сославшись на декрет короля Собуза II от 1973 года о введении чрезвычайного положения. Обе названные партии и профсоюзы сотрудничали в рамках широкой коалиции Объединённый демократический фронт Свазиленда.
Со времён своей кампании «Улибамбе Лингашони» («Не дадим Солнцу сесть») с призывами к «полному освобождению» Эсватини партия подвергается репрессиям со стороны органов власти. Лидер PUDEMO — продемократический активист Марио Масуку — неоднократно арестовывался властями, проведя почти год (2008—2009) в тюрьме по опровергнутому обвинению в словесной поддержке терроризма и избежав после ареста на Первомае 2014 года вместе со студенческим активистом Максвеллом Дламини подобной участи лишь благодаря международной кампании солидарности. Его заместитель — врач Габриэль Мкхумане, живший в изгнании на Кубе, а затем в ЮАР — был расстрелян в своей машине в 2008 году.
Сторонников партии могут задержать уже за само использование её символики — как это случилось с профсоюзным активистом Сифо Джеле, арестованным в 2010 году за ношение на Первомае партийной футболки и вскоре убитым в полицейском участке. В 2014 году на аналогичном основании был арестован генеральный секретарь PUDEMO Млунгиси Макханья, протестовавший против преследований оппозиционных журналиста Беки Макхубу и правозащитника Тулани Масеко. Профсоюзный лидер Уандер Мконза был арестован в 2013 году по обвинению в подстрекательстве к мятежу и в хранении брошюр PUDEMO.
Объединённое народное демократическое движение было принято в ряды Социалистического Интернационала в качестве консультативного члена на конгрессе Социнтерна в феврале 2013 года. Оно также развивает отношения с другими организациями, например, с датским Красно-зеленым альянсом, начавшим сотрудничество с PUDEMO в рамках Датского института партий и демократии DIPD в марте 2013 года, а также c Сетью солидарности со Свазилендом (Swaziland Solidarity Network), базирующейся в Южной Африке и Канаде.
Известность в 2013 году получили трёхчасовые дебаты PUDEMO в Твиттере с со старшим ребёнком свазилендского монарха Мсвати III — принцессой Сикханьисо Дламини, — после которых король удалил аккаунт дочери.
На фоне активной поддержки PUDEMO протестов 2021—2023 годов в Эсватини дом лидера партии Млунгиси Макханьи был подорван проправительственным «эскадроном смерти», однако сам политик сумел скрыться в ЮАР.
21 января 2023 года на глазах у семьи был застрелен видный член партии, правозащитник и профсоюзный юрист Тулани Масеко, лидер Многостороннего форума (Multi-Stakeholder Forum), который вместе с Ассамблеей политических партий, другими политическими, общественными и религиозными организациями требует демократических реформ посредством диалога.